# پیرمحل
پیرمحل (به انگلیسی: Pir Mahal) یک منطقهٔ مسکونی در پاکستان است که در پنجاب واقع شده‌است. پیرمحل ۹۵ کیلومتر مربع مساحت و ۱۰۰٬۰۰۰ نفر جمعیت دارد و ۱۴۸ متر بالاتر از سطح دریا واقع شده‌است.